# Bjerringbro Forenede Håndboldklubber
Il Bjerringbro-Silkeborg è una squadra di pallamano maschile danese con sede a Silkeborg.

È stata fondata nel 2005 tramite la fusione di due precedenti clubs e più precisamente il Bjerringbro FH e il Silkeborg-Voel KFUM.

## Palmarès
- Håndboldligaen: 1

2015-16
- Supercoppa di Danimarca di pallamano maschile:

2016

## Rosa 2024-2025
| N° | Naz.                 | Ruolo | Sportivo                   | Anno |  |  |
| -- | -------------------- | ----- | -------------------------- | ---- |  |  |
| 1  | Danimarca (bandiera) | P     | Mikkel Løvkvist            | 2001 |  |  |
| 12 | Danimarca (bandiera) | P     | Kasper Larsen              | 1989 |  |  |
| 2  | Danimarca (bandiera) | PV    | Benjamin Jakobsen          | 1991 |  |  |
| 3  | Danimarca (bandiera) | A     | Victor Ilsøe               | 2004 |  |  |
| 4  | Danimarca (bandiera) | A     | Patrick Boldsen            | 2003 |  |  |
| 7  | Danimarca (bandiera) | T     | Nikolaj Øris Nielsen       | 1986 |  |  |
| 9  | Islanda (bandiera)   | T     | Guðmundur Bragi Ástþórsson | 2002 |  |  |
| 11 | Danimarca (bandiera) | T     | Rasmus Lauge Schmidt       | 1991 |  |  |
| 13 | Norvegia (bandiera)  | T     | Lasse Sunde Lid            | 2004 |  |  |
| 14 | Danimarca (bandiera) | PV    | Alexander Lynggaard        | 1990 |  |  |
| 17 | Danimarca (bandiera) | A     | August Fridén              | 2003 |  |  |
| 19 | Danimarca (bandiera) | PV    | Rene Toft Hansen           | 1984 |  |  |
| 21 | Danimarca (bandiera) | T     | Gustav Bundgaard           | 2006 |  |  |
| 22 | Danimarca (bandiera) | PV    | Anders Zachariassen        | 1994 |  |  |
| 23 | Danimarca (bandiera) | A     | Mads Lenbroch              | 2000 |  |  |
| 26 | Danimarca (bandiera) | T     | Peter Balling              | 1990 |  |  |
| 32 | Danimarca (bandiera) | T     | Nikolaj Læsø               | 1996 |  |  |
| 34 | Danimarca (bandiera) | T     | Morten Olsen               | 1984 |  |  |
| 97 | Danimarca (bandiera) | T     | Magnus Rahbek Sand         | 2004 |  |  |